# Pobjednici Australian Opena (parovi žene)
| Godina      | Pobjednice                                        | Finalistice                                         | Rezultat         |
| ----------- | ------------------------------------------------- | --------------------------------------------------- | ---------------- |
| 1922.       | EEsna Boyd Robertson & Marjorie Mountain          | Floris St. George & Lorna Utz                       | 1-6, 6-4, 7-5    |
| 1923.       | Esna Boyd Robertson & Sylvia Lance Harper         | Margaret Molesworth & H. Turner                     | 6-1, 6-4         |
| 1924.       | Daphne Akhurst Cozens & Sylvia Lance Harper       | Kathrine LeMesurier & Meryl O'Hara Wood             | 7-5 ,6-2         |
| 1925.       | Sylvia Lance Harper & Daphne Akhurst Cozens       | Esna Boyd Robertson & Kathrine LeMesurier           | 6-4, 6-3         |
| 1926.       | Meryl O'Hara Wood & Esna Boyd Robertson           | Daphne Akhurst Cozens & Marjorie Cox Crawford       | 6-3, 6-8, 8-6    |
| 1927.       | Meryl O'Hara Wood & Louise Bickerton              | Esna Boyd Robertson & Sylvia Lance Harper           | 6-3, 6-3         |
| 1928.       | Daphne Akhurst Cozens & Esna Boyd Robertson       | Kathrine LeMesurier & Dorothy Weston                | 6-3, 6-1         |
| 1929.       | Daphne Akhurst Cozens & Louise Bickerton          | Sylvia Lance Harper & Meryl O'Hara Wood             | 6-2, 3-6, 6-2    |
| 1930.       | Margaret Molesworth & Emily Hood                  | Marjorie Cox Crawford & Sylvia Lance Harper         | 6-3, 0-6, 7-5    |
| 1931.       | Daphne Akhurst Cozens & Louise Bickerton          | Nell Lloyd & Lorna Utz                              | 6-0, 6-4         |
| 1932.       | Coral McInnes Buttsworth & Marjorie Cox Crawford  | Kathrine LeMesurier & Dorothy Weston                | 6-2, 6-2         |
| 1933.       | Margaret Molesworth & Emily Hood Westacott        | Joan Hartigan Bathurst & Marjorie Gladman Van Ryn   | 6-3, 6-2         |
| 1934.       | Margaret Molesworth & Emily Hood Westacott        | Joan Hartigan Bathurst & Ula Valkenburg             | 6-8, 6-4, 6-4    |
| 1935.       | Evelyn Dearman & Nancy Lyle                       | Louise Bickerton & Nell Hall Hopman                 | 6-3, 6-4         |
| 1936.       | Thelma Coyne Long & Nancye Wynne Bolton           | May Blick & Katherine Woodward                      | 6-2, 6-4         |
| 1937.       | Thelma Coyne Long & Nancye Wynne Bolton           | Nell Hall Hopman & Emily Hood Westacott             | 6-2, 6-2         |
| 1938.       | Thelma Coyne Long & Nancye Wynne Bolton           | Dorothy Bundy Cheney & Dorothy Workman              | 9-7, 6-4         |
| 1939.       | Thelma Coyne Long & Nancye Wynne Bolton           | May Hardcastle & Emily Hood Westacott               | 7-5, 6-4         |
| 1940.       | Thelma Coyne Long & Nancye Wynne Bolton           | Joan Hartigan Bathurst & Emily Niemeyer             | 7-5, 6-2         |
| 1941.       | Nije bilo natjecanja (Drugi svjetski rat)         |                                                     |                  |
| 1942.       | Nije bilo natjecanja (Drugi svjetski rat)         |                                                     |                  |
| 1943.       | Nije bilo natjecanja (Drugi svjetski rat)         |                                                     |                  |
| 1944.       | Nije bilo natjecanja (Drugi svjetski rat)         |                                                     |                  |
| 1945.       | Nije bilo natjecanja (Drugi svjetski rat)         |                                                     |                  |
| 1946.       | Joyce Fitch & Mary Bevis Hawton                   | Nancye Wynne Bolton & Thelma Coyne Long             | 9-7, 6-4         |
| 1947.       | Thelma Coyne Long & Nancye Wynne Bolton           | Mary Bevis Hawton & Joyce Fitch                     | 6-3, 6-3         |
| 1948.       | Thelma Coyne Long & Nancye Wynne Bolton           | Mary Bevis Hawton & Pat Jones                       | 6-3, 6-3         |
| 1949.       | Thelma Coyne Long & Nancye Wynne Bolton           | Doris Hart & Marie Toomey                           | 6-0, 6-1         |
| 1950.       | Louise Brough Clapp & Doris Hart                  | Nancye Wynne Bolton & Thelma Coyne Long             | 6-2, 2-6, 6-3    |
| 1951.       | Thelma Coyne Long & Nancye Wynne Bolton           | Joyce Fitch & Mary Bevis Hawton                     | 6-2, 6-1         |
| 1952.       | Thelma Coyne Long & Nancye Wynne Bolton           | Allison Burton Baker & Mary Bevis Hawton            | 6-1, 6-1         |
| 1953.       | Maureen Connolly Brinker & Julia Sampson          | Mary Bevis Hawton & Beryl Penrose                   | 6-4, 6-2         |
| 1954.       | Mary Bevis Hawton & Thelma Coyne Long             | Hazel Redick-Smith & Julia Wipplinger               | 6-3, 8-6         |
| 1955.       | Mary Bevis Hawton & Beryl Penrose                 | Nell Hall Hopman & Gwen Thiele                      | 7-5, 6-1         |
| 1956.       | Mary Bevis Hawton & Thelma Coyne Long             | Mary Carter Reitano & Beryl Penrose                 | 6-2, 5-7, 9-7    |
| 1957.       | Althea Gibson & Shirley Fry Irvin                 | Mary Bevis Hawton & Fay Muller                      | 6-2, 6-1         |
| 1958.       | Mary Bevis Hawton & Thelma Coyne Long             | Lorraine Coghlan Robinson & Angela Mortimer Barrett | 7-5, 6-8, 6-2    |
| 1959.       | Renee Schuurman Haygarth & Sandra Reynolds Price  | Lorraine Coghlan Robinson & Mary Carter Reitano     | 7-5,6-4          |
| 1960.       | Maria Bueno & Christine Truman Janes              | Lorraine Coghlan Robinson & Margaret Smith Court    | 6-2, 5-7, 6-2    |
| 1961.       | Mary Carter Reitano & Margaret Smith Court        | Mary Bevis Hawton & Jan Lehane O'Neill              | 6-, 6-3          |
| 1962.       | Margaret Smith Court & Robyn Ebbern               | Darlene Hard & Mary Carter Reitano                  | 6-4, 6-4         |
| 1963.       | Margaret Smith Court & Robyn Ebbern               | Jan Lehane & Lesley Turner Bowrey                   | 6-1, 6-3         |
| 1964.       | Judy Tegart Dalton & Lesley Turner Bowrey         | Robyn Ebbern & Margaret Smith Court                 | 6-4, 6-4         |
| 1965.       | Margaret Smith Court & Lesley Turner Bowrey       | Robyn Ebbern & Billie Jean King                     | 1-6, 6-2, 6-3    |
| 1966.       | Carole Caldwell Graebner & Nancy Richey Gunter    | Margaret Smith Court & Lesley Turner Bowrey         | 6-4, 7-5         |
| 1967.       | Lesley Turner Bowrey & Judy Tegart Dalton         | Lorraine Coghlan Robinson & Evelyn Terras           | 6-0, 6-2         |
| 1968.       | Karen Krantzcke & Kerry Melville Reid             | Judy Tegart Dalton & Lesley Turner Bowrey           | 6-4, 3-6, 6-2    |
| 1969.       | Margaret Smith Court & Judy Tegart Dalton         | Rosemary Casals & Billie Jean King                  | 6-4, 6-4         |
| 1970.       | Margaret Smith Court & Judy Tegart Dalton         | Karen Krantzcke & Kerry Melville Reid               | 6-3, 6-1         |
| 1971.       | Margaret Smith Court & Evonne Goolagong Cawley    | Jill Emmerson & Lesley Hunt                         | 6-0, 6-0         |
| 1972.       | Kerry Harris & Helen Gourlay Cawley               | Patricia Coleman & Karen Krantzcke                  | 6-0, 6-4         |
| 1973.       | Margaret Smith Court & Virginia Wade              | Kerry Harris & Kerry Melville Reid                  | 6-4, 6-4         |
| 1974.       | Evonne Goolagong Cawley & Peggy Michel            | Kerry Harris & Kerry Melville Reid                  | 7-5 6-3          |
| 1975.       | Evonne Goolagong Cawley & Peggy Michel            | Margaret Smith Court & Olga Morozova                | 7-6, 7-6         |
| 1976.       | Evonne Goolagong Cawley & Helen Gourlay Cawley    | Lesley Turner Bowrey & Renata Tomanova              | 8-1              |
| 1977. - I   | Dianne Fromholtz Balestrat & Helen Gourlay Cawley | Betsy Nagelsen & Kerry Melville Reid                | 5-7, 6-1, 7-5    |
| 1977. - XII | Evonne Goolagong Cawley & Helen Gourlay Cawley    |                                                     |                  |
| 1977. - XII | Mona Schallau Guerrant & Kerry Melville Reid      |                                                     |                  |
| 1978.       | Betsy Nagelsen & Renata Tomanova                  | Naoko Sato & Pam Whytcross                          | 7-5, 6-2         |
| 1979.       | Judy Chaloner & Dianne Evers                      | Leanne Harrison & Marcella Mesker                   | 6-1, 3-6, 6-0    |
| 1980.       | Martina Navrátilová & Betsy Nagelsen              | Ann Klyomura & Candy Reynolds                       | 6-4, 6-4         |
| 1981.       | Kathy Jordan & Anne Smith                         | Martina Navrátilová & Pam Shriver                   | 6-2, 7-5         |
| 1982.       | Martina Navrátilová & Pam Shriver                 | Claudia Kohde Kilsch & Eva Pfaff                    | 6-4, 6-2         |
| 1983.       | Martina Navrátilová & Pam Shriver                 | Anne Hobbs & Wendy Turnbull                         | 6-4, 6-7, 6-2    |
| 1984.       | Martina Navrátilová & Pam Shriver                 | Claudia Kohde Kilsch & Helena Sukova                | 6-3, 6-4         |
| 1985.       | Martina Navrátilová & Pam Shriver                 | Claudia Kohde Kilsch & Helena Sukova                | 6-3, 6-4         |
| 1986.       | Nije bilo natjecanja (Promjena datuma)            |                                                     |                  |
| 1987.       | Martina Navrátilová & Pam Shriver                 | Zina Garrison & Lori McNeil                         | 6-1, 6-0         |
| 1988.       | Martina Navrátilová & Pam Shriver                 | Chris Evert & Wendy Turnbull                        | 6-0, 7-5         |
| 1989.       | Martina Navrátilová & Pam Shriver                 | Patty Fendick & Jill Hetherington                   | 3-6, 6-3, 6-2    |
| 1990.       | Jana Novotna & Helena Sukova                      | Patty Fendick & Mary Joe Fernandez                  | 7-6(5), 7-6(6)   |
| 1991.       | Patty Fendick & Mary Joe Fernandez                | Gigi Fernandez & Jana Novotná                       | 7-6(4), 6-1      |
| 1992.       | Arantxa Sanchez Vicario & Helena Sukova           | Mary Joe Fernandez & Zina Garrison                  | 6-4, 7-6(3)      |
| 1993.       | Gigi Fernandez & Natalia Zvereva                  | Pam Shriver & Elizabeth Smylie                      | 6-4, 6-3         |
| 1994.       | Gigi Fernandez & Natalia Zvereva                  | Patty Fendick & Meredith McGrath                    | 6-e, 4-6, 6-4    |
| 1995.       | Jana Novotna & Arantxa Sanchez Vicario            | Gigi Fernandez & Natalia Zvereva                    | 6-3, 6-7(7), 6-4 |
| 1996.       | Chanda Rubin & Arantxa Sanchez Vicario            | Lindsay Davenport & Mary Joe Fernandez              | 7-5, 2-6, 6-4    |
| 1997.       | Martina Hingis & Natalia Zvereva                  | Lindsay Davenport & Lisa Raymond                    | 6-2, 6-2         |
| 1998.       | Martina Hingis & Mirjana Lučić                    | Lindsay Davenport & Natalia Zvereva                 | 6-4, 2-6, 6-3    |
| 1999.       | Martina Hingis & Anna Kournikova                  | Lindsay Davenport & Natalia Zvereva                 | 7-5, 6-3         |
| 2000.       | Lisa Raymond & Rennae Stubbs                      | Martina Hingis & Mary Pierce                        | 6-4, 5-7, 6-4    |
| 2001.       | Serena Williams & Venus Williams                  | Lindsay Davenport & Corina Morariu                  | 6-2, 4-6, 6-4    |
| 2002.       | Martina Hingis & Ana Kurnikova                    | Daniela Hantuchova & Arantxa Sanchez Vicario        | 6-2, 6-7(7), 6-1 |
| 2003.       | Serena Williams & Venus Williams                  | Virginia Ruano Pascual & Paola Suárez               | 4-6, 6-4, 6-3    |
| 2004.       | Virginia Ruano Pascual & Paola Suárez             | Svetlana Kuznetsova & Elena Likhovtseva             | 6-4, 6-3         |
| 2005.       | Svetlana Kuznjecova & Alicia Molik                | Lindsay Davenport & Corina Morariu                  | 6-3, 6-4         |
| 2006.       | Zi Yan & Jie Zheng                                | Lisa Raymond & Samantha Stosur                      | 2-6, 7-6(7), 6-3 |
| 2007.       | Cara Black & Liezel Huber                         | Chan Yung-jan & Chuang Chia-jung                    | 6-4, 6-7(4), 6-1 |
| 2008.       | Aljona Bondarenko & Katerina Bondarenko           | Victoria Azarenka & Shahar Peer                     | 2-6, 6-1, 6-4    |
| 2009.       | Serena Williams & Venus Williams                  | Daniela Hantuchova & Ai Sugiyama                    | 6-3, 6-3         |
| 2010.       | Serena Williams & Venus Williams                  | Cara Black & Liezel Huber                           | 6-4, 6-3         |
| 2011.       | Gisela Dulko & Flavia Pennetta                    | Victoria Azarenka & Maria Kirilenko                 | 2-6, 7-5, 6-1    |
| 2012.       | Svetlana Kuznjecova & Vera Zvonareva              | Sara Errani & Roberta Vinci                         | 5-7, 6-4, 6-3    |
| 2013.       | Sara Errani & Roberta Vinci                       | Ashleigh Barty & Casey Dellacqua                    | 6-2, 3-6, 6-2    |
| 2014.       | Sara Errani & Roberta Vinci                       | Ekaterina Makarova & Elena Vesnina                  | 6-4, 3-6, 7-5    |
| 2015.       | Bethanie Mattek-Sands & Lucie Šafarova            | Yung-jan Chan & Jie Zheng                           | 6-4, 7-6(5)      |
| 2016.       | Martina Hingis & Sania Mirza                      | Andrea Hlavačkova & Lucie Hradecka                  | 7-6(1), 6-3      |
| 2017.       | Bethanie Mattek-Sands & Lucie Šafarova            | Andrea Hlavačkova & Shuai Peng                      | 6-7(4), 6-3, 6-3 |
| 2018.       | Timea Baboš & Kristina Mladenovic                 | Ekaterina Makarova & Elena Vesnina                  | 6-4, 6-3         |